# ブレイド (映画)
『ブレイド』（Blade）は、1998年制作のアメリカ映画。マーベル・コミックの『ブレイド』の映画化。
シリーズ三部作の1作目。PG-12指定作品。

## あらすじ
この世には人間の他にヴァンパイアが存在する。彼らは地下の闇に潜みながら人間との共存関係を築いているが、それを知る者は多くない。
人間とヴァンパイアの混血として生まれた黒人の青年ブレイド。日光の下を歩けるためヴァンパイアたちから“Day Walker”と呼ばれる彼は、人間の老人ウィスラーと共に吸血鬼ハンターとして活動し、恐れられていた。
純血のヴァンパイアではない若き野心家のフロストは、古文書「マグラの書」を解読し無敵の力を得ることで、人間との共存状態を抜け出し、自らを頂点としたヴァンパイアによる世界制覇を目論んでいた。ブレイドとフロスト一派との激闘が幕を開ける。

## 登場人物
ブレイド
演 - ウェズリー・スナイプス
人間とヴァンパイアの混血として生まれた黒人の青年。本名はエリック・ブルックス。格闘術をはじめ、武器の扱いにも長けた武芸者。ヴァンパイアたちからは「デイ・ウォーカー」として恐れられている。無骨だが周囲を気遣える優しさを持ち、病院で警官から発砲された際には自分は弾をくらいながらも「患者に当たったらどうする！」と周囲を優先し、嫌悪感のこもった言い方で制した。もっともマキャベリストな一面もあり、カレンを囮に使ったこともある。
ディーコン・フロスト
演 - スティーヴン・ドーフ
噛まれたことで人間からヴァンパイアになった純血ではない若き野心家。ブレイドにも狙われている。ナイトクラブを経営している。好戦的で血の気が多く、少女さえも人質にとる冷酷な性格。銃弾を目視で避けることができる反射神経を持つ。
ウィスラー
演 - クリス・クリストファーソン
ブレイドの相棒。武器の開発者でもある。妻子をヴァンパイアに殺害された過去を持つ。悪人ではないがカレンが噛まれたことで「変身したら始末しろ」など冷酷な判断を下すことがある。肝が据わっており敵地に乗り込み射撃でヴァンパイアを倒すなど戦闘能力も高い。しかし、ガンにおかされているという。フロスト一味にアジトを襲撃され、いたぶられて虫の息となるが、帰ってきたブレイドに遺言を託し拳銃自殺を遂げた。
カレン・ジェンソン
演 - ウンブッシュ・ライト
検死官。ブレイドに焼かれたクインの検死を担当した一人でクインの肉体の異変に気付いた。その後、クインに襲われ噛まれるがブレイドに助けられる。窮地に陥り、殺されそうになる状況になっても命乞いをせず、実戦を経て武器の扱いに慣れようとするなど逞しい性格。職業柄、医療に詳しくヴァンパイア対策の薬を開発した。またブレイドがヴァンパイアや混血の中でも特に珍しい体質であることも見抜く。
クイン
演 - ドナル・ローグ
ヴァンパイアグループのリーダー。ブレイドとは何度も戦い負けている。フロストの部下。最終決戦でブレイドに攻撃を仕掛けるが、首を飛ばされ、瞬殺される。
ガエタノ（ドラゴネッティ）
演 - ウド・キア
純血のヴァンパイア。評議会の評議員。穏健派だが混血であるフロストを見下しており、不審な行動が多いことから良い印象を抱いていない。最期はフロストにペンチで牙を抜かれ日光を浴びせられて死亡。
マーキュリー
演 - アーリー・ジョヴァー
フロストの側近。
クリーガー
演 - ケヴィン・パトリック・ウォールズ
巡査。42分署所属。実はヴァンパイア崇拝者でカレンの殺害を試みたがブレイドに殴り飛ばされる。失敗した責任を取らされる形でフロストに殺される。
カーティス・ウェッブ
演 - ティム・ギニー
検死官。ブレイドに焼かれて黒焦げになったクインの検死を担当する一人だったが回復したクインに噛みつかれて死亡する。
バネッサ
演 - サナ・レイサン
フロストの側近。
パランティン
演 - ジャドソン・アーニー・スコット
評議会のメンバー。
ヴォン・エスパー
演 - アール
評議会のメンバー。
パール
演 - エリック・エドワーズ
記録保管係。寝転がっている肥満体。ブレイドに見つかり、フロストにも見捨てられ、紫外線照射の拷問を受け、ブレイドに計画を白状する。
カーム
演 - キース・レオン・ウィリアムズ
薬草医。
ケンジ
演 - ヘンリー・キンジ
バーテンダー。

## キャスト
| 役名                       | 俳優                             | 日本語吹替             | 日本語吹替                    |
| 役名                       | 俳優                             | ソフト版               | テレビ東京版                  |
| -------------------------- | -------------------------------- | ---------------------- | ----------------------------- |
| ブレイド                   | ウェズリー・スナイプス           | 菅原正志               | 大塚明夫                      |
| ディーコン・フロスト       | スティーヴン・ドーフ             | 平田広明               | 山路和弘                      |
| ウィスラー                 | クリス・クリストファーソン       | 池田勝                 | 大塚周夫                      |
| カレン・ジェンソン         | ウンブッシュ・ライト             | 山像かおり             | 五十嵐麗                      |
| クイン                     | ドナル・ローグ                   | 斎藤志郎               | 立木文彦                      |
| ガエタノ（ドラゴネッティ） | ウド・キア                       | 仲野裕                 | 堀勝之祐                      |
| シャーロット               | エミリー・ハースト               | 須藤祐実               | 松谷彼哉                      |
| マーキュリー               | アーリー・ジョバー               | 沢海陽子               | 弘中くみ子                    |
| ラクウェル                 | トレイシー・ローズ               | 深水由美               | 唐沢潤                        |
| クリーガー巡査             | ケヴィン・パトリック・ウォールズ | 真殿光昭               | 藤原啓治                      |
| カーティス・ウェッブ       | ティム・ギニー                   | 室園丈裕               | 田中正彦                      |
| バネッサ                   | サナ・レイサン                   | 津村まこと             |                               |
| ヒートシーキング・デニス   | ケニー・ジョンソン               | 遠藤純一               | 成田剣                        |
| パランティン               | ジャドソン・アーニー・スコット   | 水野龍司               | 手塚秀彰                      |
| ヴォン・エスパー           | アール                           | 岩田安生               | 北川勝博                      |
| 記録保管係パール           | エリック・エドワーズ             | 村井厚之               | 中多和宏                      |
| 薬草医カーム               | キース・レオン・ウィリアムズ     | 加瀬康之               | 登場シーンカット              |
| バーテンダーのケンジ       | ヘンリー・キンジ                 | 平田広明               | 立木文彦                      |
| 看護婦                     | ドナ・ウォン                     | 木村都世子             |                               |
| 臨床研修医                 | カルメン・トーマス               |                        |                               |
| 研修医                     | シャノン・リー                   | 斎藤恵理               |                               |
| その他                     | N/A                              | 楠見尚己 清水敏孝      | 児玉孝子                      |
| 日本語版スタッフ           |                                  |                        |                               |
| 演出                       | 演出                             | 清水勝則               | 向山宏志                      |
| 翻訳                       | 翻訳                             | 柴田香代子             | 高間俊子                      |
| 調整                       | 調整                             | 佃安夫                 | 飯塚秀保                      |
| 効果                       | 効果                             |                        | リレーション                  |
| 担当                       | 担当                             |                        | 吉田啓介 田中秀歩             |
| 配給                       | 配給                             |                        | 日本ヘラルド映画              |
| 制作                       | 制作                             | ザック・プロモーション | グロービジョン                |
| 初回放送                   | 初回放送                         | N/A                    | 2001年2月1日 『木曜洋画劇場』 |

## スタッフ
- 監督: スティーヴン・ノリントン
- 製作総指揮: アヴィ・アラッド、ジョセフ・カラマリ、マイケル・デ・ルカ、リン・ハリス、スタン・リー
- 原作: マーヴ・ウォルフマン、ジーン・コーラン
- 脚本: デヴィッド・S・ゴイヤー
- 撮影：テオ・ヴァン・デ・サンデ
- 音楽: マーク・アイシャム
- 衣装デザイン: サーニャ・ミルコヴィック・ヘイズ

## 評価
レビュー・アグリゲーターのRotten Tomatoesでは107件のレビューで支持率は57%、平均点は5.90/10となった。Metacriticでは25件のレビューを基に加重平均値が47/100となった。

## ゲーム版
海外では2000年にアクティビジョンからPSとGBC向けタイトルとして発売された。

## その他
挿入曲として少年ナイフの「ああ、シンガポール」が使用されていると、エンディングロールでクレジットされているが、実際はBang Wa Cherryの曲である。